# Mojtaba Goleij
Mojtaba Mohammadshafie Goleij (in persiano مجتبی گلیج‎; Tonekabon, 23 gennaio 1996) è un lottatore iraniano, specializzato nella lotta libera.

## Palmarès
| Anno | Manifestazione                              | Sede        | Evento | Risultato | Note |
| ---- | ------------------------------------------- | ----------- | ------ | --------- | ---- |
| 2014 | Campionati asiatici junior                  | Ulan Bator  | 84 kg  | Bronzo    |      |
| 2015 | Mondiali junior                             | Salvador    | 84 kg  | Oro       |      |
| 2017 | V Giochi asiatici indoor e di arti marziali | Aşgabat     | 97 kg  | Oro       |      |
| 2017 | Mondiali U23                                | Bydgoszcz   | 97 kg  | Oro       |      |
| 2018 | Campionati asiatici                         | Biškek      | 96 kg  | Argento   |      |
| 2018 | Mondiali                                    | Budapest    | 96 kg  | 24º       |      |
| 2019 | Mondiali U23                                | Budapest    | 97 kg  | Oro       |      |
| 2020 | Campionati asiatici                         | Nuova Delhi | 97 kg  | Oro       |      |
| 2021 | Mondiali                                    | Oslo        | 97 kg  | Bronzo    |      |